# 乡 (南亚)
乡是存在于印度次大陆有关国家的一种行政区划形式，为县直辖行政区划单位。这种区划单位在当地语言中称作tehsil、tahsil、tahasil、taluka、taluk或taluq，下辖村和镇，类似于中国的“乡”，为印度和巴基斯坦的主要区划类型之一。
这类行政区划，通常有一个中心集镇作为行政中心，管理数个小镇或村庄，为一级地方政府。作为地方政府，其对辖域内所属村、自治市的土地和一般行政事务有有限的管理权限；其行政长官成为乡长（英語：Tehsildar）